# Mi Verdad (bài hát)
"Mi Verdad" (tiếng Anh: "My Truth") là một ca khúc của ban nhạc Mexico Maná, có sự góp mặt của nữ ca sĩ nổi tiếng người Colombia Shakira. Bài hát mở đầu tại vị trí số 1 trên Billboard Hot Latin Pop Song trong một tuần.

## Danh sách bài hát
- Tải kỹ thuật số[1]

1. "Mi Verdad (hợp tác với Shakira)" - 4:32

## Xếp hạng
| Bảng xếp hạng (2015)                              | Vị trí cao nhất |
| ------------------------------------------------- | --------------- |
| Colombia (National-Report)                        | 5               |
| Colombia(Monitor Latino)                          | 8               |
| Dominican Republic Pop Chart (Monitor Latino)     | 3               |
| Mexico (Billboard Mexican Airplay)                | 5               |
| Tây Ban Nha (PROMUSICAE)                          | 2               |
| Hoa Kỳ Bubbling Under Hot 100 Singles (Billboard) | 19              |
| Hoa Kỳ Hot Latin Songs (Billboard)                | 1               |
| Hoa Kỳ Latin Pop Songs (Billboard)                | 1               |
| Hoa Kỳ Tropical Airplay (Billboard)               | 3               |

## Chứng nhận
| Quốc gia                                  | Chứng nhận | Số đơn vị/doanh số chứng nhận |
| ----------------------------------------- | ---------- | ----------------------------- |
| Tây Ban Nha (PROMUSICAE)                  | Bạch kim   | 40.000‡                       |
| ^ Chứng nhận dựa theo doanh số nhập hàng. |            |                               |